# Entacmaea
Entacmaea Ehrenberg, 1834 è un genere di celenterati antozoi della famiglia Actiniidae.

## Tassonomia
Comprende le seguenti specie:
- Entacmaea medusivora Fautin & Fitt, 1991
- Entacmaea quadricolor (Leuckart in Rüppell & Leuckart, 1828)